# 구게누마역

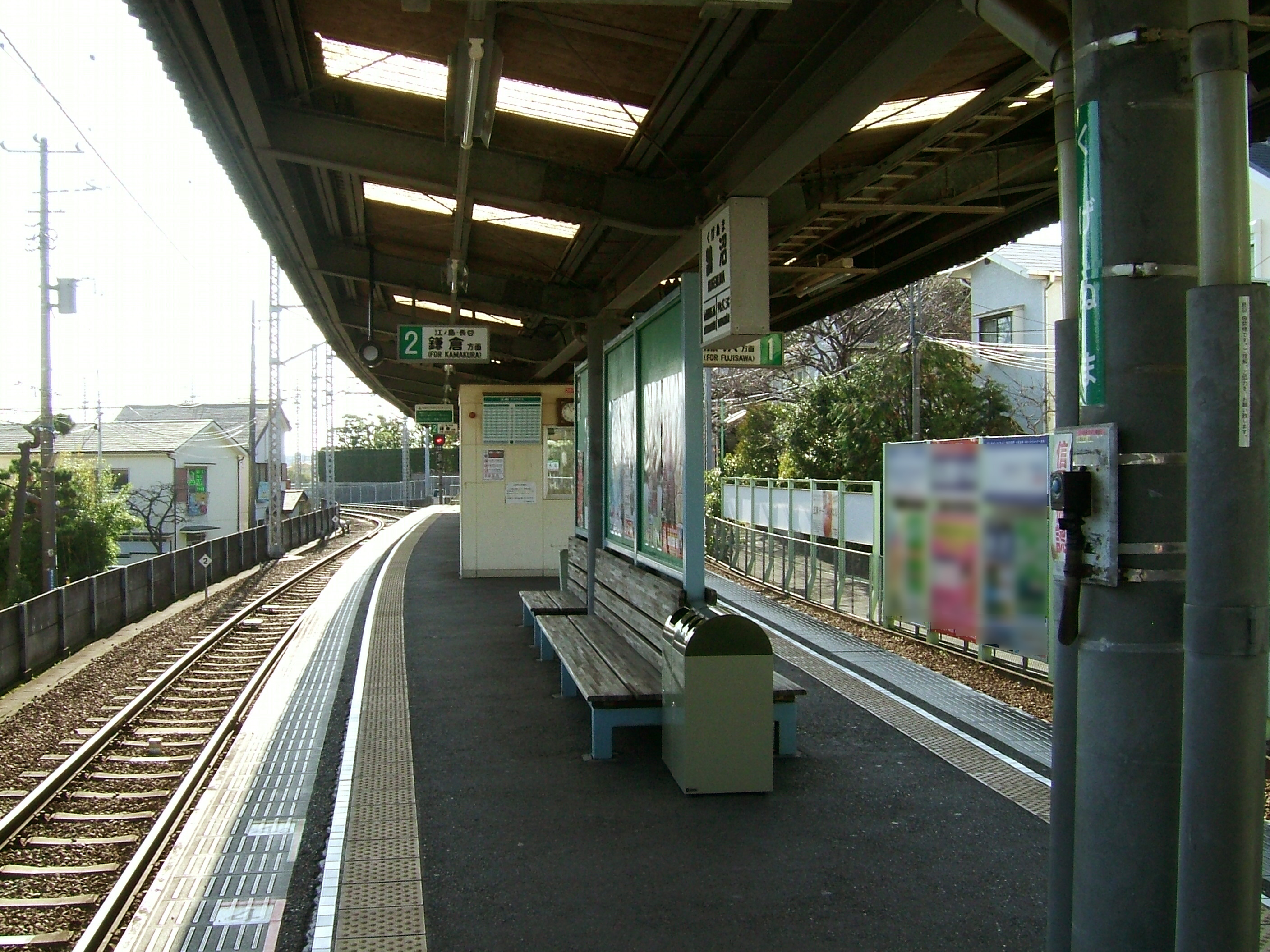
구게누마 역 승강장의 모습

구게누마역(鵠沼駅)은 에노시마 전철선의 역이다. 일본 가나가와현 후지사와시에 있다.

## 역사
1902년 9월 1일, 구게누마 역은 개업한다. 1982년 4월 23일, 구게누마 역 앞의 사카이가와 다리를 새로 놓고 구게누마 역을 개축하기 위해 구 후지가야(藤ヶ谷) 정거장 자리에 임시역을 만든다. 1985년 5월 25일, 지하역으로 개량공사를 마치고 복구된다.

## 역 구조
- 구게누마 역 승강장은 지상에, 건물은 지하에 있다.
- 개찰구 안에 화장실이 있다.
- 이 역의 가마쿠라 방면 분기기는 역 인근에 있는 사카이가와(境川)에 건설된 다리의 에노시마 쪽에 있다. 또, 이 역은 승강장의 길이가 충분히 길어 에노시마 전철선에서는 유일하게 상하행 열차의 동시진입이 가능한 역이다. 동시진입을 위해 장내신호기는 경계신호를 할 수 있는 4현시 신호기이며, 먼 곳에 있는 신호기도 감속신호를 현시할 수 있는 신호기로 설치되어있다.
- 역 앞에 깔린 돌층계는 일전에 에노시마 전철이 구게누마~에노시마 사이의 도로병용궤도에 깔렸던 것을 쓰고 있다.
- 개찰은 역무원이 직접 손으로 하며, IC카드용 간이 개찰기도 설치되어 있다.
- 장애인용 슬로프는 승강장의 가마쿠라 쪽에 설치되어 있다. 비상용이므로 사용할 때는 역무원에게 사용을 신청해야한다.

### 승강장 구조
1면 2선의 섬식 승강장이다. 승강장과 역 건물과의 연결은 지하통로를 통해 이루어진다.
| 1 | ■ 에노시마 전철선 | 가마쿠라 방면 |
| 2 | ■ 에노시마 전철선 | 후지사와 방면 |

## 역세권 정보
- 사카이가와(境川)
- 쇼난학원 여자중학교, 여자고등학교(湘南学園中学校・高等学校)

## 승하차량 변동
2008년 기준 구게누마 역의 하루평균승하차인원은 4,538명이다.